# کودروفن
شهر کودروفن  در بخش اوانش  در ایالت وو در کشور سوئیس  واقع شده‌است که 800 نفر جمعیت دارد.